# Wataru Katō
Wataru Katō (加藤渉 Katō Wataru?, Tokio, 17 de julio) es un actor de voz japonés afiliado a I'm Enterprise.

## Biografía
Katō nació el 17 de julio en Tokio, Japón. Se graduó en el Instituto de interpretación de narración de Japón. Pertenece a I'm Enterprise desde el año 2015.
En 2023, protagonizó su primer papel principal como Tōka Scott en la serie de anime Yūsha ga Shinda!.

## Filmografía
Los papeles principales están en negrita

### Series de televisión
| Año  | Título                                                                                | Rol                                        | Refs.                |
| ---- | ------------------------------------------------------------------------------------- | ------------------------------------------ | -------------------- |
| 2016 | Stella no Mahō                                                                        | Estudiante; Vendedor                       | [ 4 ]                |
| 2017 | Kokuhaku Jikkō Iinkai: Ren'ai Series                                                  | Estudiante                                 | [ 5 ]                |
| 2018 | Mameneko                                                                              | Megane                                     | [ 6 ]                |
| 2018 | Killing Bites                                                                         | Estudiante                                 | [ 7 ]                |
| 2018 | Dorei-ku The Animation                                                                | Estudiante                                 | [ 8 ]                |
| 2019 | Endro!                                                                                | Aldeano                                    | [ 9 ]                |
| 2019 | RobiHachi                                                                             | Chimu                                      | [ 10 ]               |
| 2019 | Bokutachi wa Benkyō ga Dekinai                                                        | Cliente C                                  | [ 11 ]               |
| 2019 | Ensemble Stars!                                                                       | Estudiante                                 | [ 12 ]               |
| 2019 | Tsūjō Kōgeki ga Zentai Kōgeki de Ni-kai Kōgeki no Okāsan wa Suki Desu ka?             | Monstruo                                   | [ 13 ]               |
| 2019 | Joshi Kōsei no Mudazukai                                                              | Hombre                                     | [ 14 ]               |
| 2019 | Try Knights                                                                           | Estudiante; Miembro del equipo de rugby    | [ 15 ]               |
| 2019 | Star-Myu                                                                              | Estudiante                                 | [ 16 ]               |
| 2019 | Ahiru no Sora                                                                         | Director; Miembro de la escuela secundaria | [ 17 ]               |
| 2019 | Sword Art Online: Alicization - War of Underworld                                     | Joven aldeano                              | [ 18 ]               |
| 2019 | Hi Score Girl II                                                                      | Jugador 1                                  | [ 19 ]               |
| 2020 | ID: Invaded                                                                           | Shirō Kokufu                               | [ 20 ]               |
| 2021 | Sentōin, Hakenshimasu!                                                                | Agente de Combate A                        | [ 21 ]               |
| 2022 | Aoashi                                                                                | Marchis Jun Asari                          | [ 22 ]               |
| 2022 | Mairimashita! Iruma-kun 3rd Season                                                    | Cosmo                                      | [ 23 ]               |
| 2023 | Yūsha ga Shinda!                                                                      | Tōka Scott                                 | [ 3 ]                |
| 2023 | Okashi na Tensei                                                                      | Squale Mille Kadrecek                      | [ 24 ]               |
| 2023 | Kimi no Koto ga Dai Dai Dai Dai Daisuki na 100-nin no Kanojo                          | Rentarō Aijō                               | [ 25 ]               |
| 2023 | Tearmoon Teikoku Monogatari                                                           | Lambert                                    | [ 26 ]               |
| 2024 | Dungeon Meshi                                                                         | Kabru                                      | [ 27 ]               |
| 2024 | Kaiju No. 8                                                                           | Reno Ichikawa                              | [ 28 ]               |
| 2024 | Kuroshitsuji: Kishuku Gakkō-hen                                                       | Koward                                     | [ 29 ]               |
| 2024 | Shinmai Ossan Bōkensha, Saikyō Party ni Shinu Hodo Kitaerarete Muteki ni Naru         | Grit                                       | [ 30 ]               |
| 2024 | Hazure Waku no "Jōtai Ijō Sukiru" de Saikyō ni Natta Ore ga Subete wo Jūrin Suru made | Tio de Tōka                                | [ 31 ]               |
| 2024 | Dungeon no Naka no Hito                                                               | Fen                                        | [ 32 ]               |
| 2024 | Tensei Kizoku Kantei Sukiru de Nariagaru 2nd Season                                   | Shin Seymaro                               | [ 33 ]               |
| 2024 | Yōkai Gakkō no Sensei Hajimemashita!                                                  | Bonmaru Karasuma                           | [ 34 ]               |
| 2025 | Kimi no Koto ga Dai Dai Dai Dai Daisuki na 100-nin no Kanojo 2nd Season               | Rentarō Aijō                               | [ 35 ]               |
| 2025 | Ballpark de Tsukamaete!                                                               | Shunsuke Yagino                            | [ 36 ]               |
| 2025 | Nazotoki wa Dinner no Ato de                                                          | Gorō Kodama                                | [ 37 ]               |
| 2025 | Kaiju No. 8 2nd Season                                                                | Reno Ichikawa                              | [ 38 ] [ 39 ] [ 40 ] |
| 2025 | Saigo ni Hitotsu dake Onegai shitemo Yoroshii deshō ka                                | Julius von Paristan                        | [ 41 ]               |

### Películas
| Año  | Título            | Rol           | Refs.  |
| ---- | ----------------- | ------------- | ------ |
| 2025 | Kaiju No. 8 Movie | Reno Ichikawa | [ 42 ] |

### ONAs
| Año  | Título              | Rol           | Refs. |
| ---- | ------------------- | ------------- | ----- |
| 2025 | Minute! Kaiju No. 8 | Reno Ichikawa |       |

### Especiales
| Año  | Título                           | Rol           | Refs.  |
| ---- | -------------------------------- | ------------- | ------ |
| 2025 | Kaiju No. 8: Hoshina no Kyūjitsu | Reno Ichikawa | [ 43 ] |